# قطار الديناصور
قطار الديناصور (بالإنجليزية: Dinosaur Train)‏ هو مسلسل رسوم متحركة أميركي-سنغافوري من إنتاج كريغ بارتليت عرض على محطة بي بي اس كيدز من 7 سبتمبر 2009 إلى 15 يونيو 2020.

## شخصيات
- بادي (أداء صوتي: فيليب كورليت في المواسم 1-2، شون توماس في الموسم 3، دايتون وول في الموسم 4 وتشانس هيرستفيلد في الموسم 5): تيرانوصور برتقالي.
- تيني (أداء صوتي: كلير كورلت): تيرانودون أخضر.
- دون (أداء صوتي: الكسندر ماثيو مار في المواسم 1-2 ولورا مار في المواسم 3): تيرانودون أخضر.
- شيني (أداء صوتي: إريكا-شاي جير): تيرانودون أخضر.
- السيد موصل (أداء صوتي: إيان جيمس كورليت): ترودون برتقالي.
- السيدة تيرانودون (أداء صوتي: إلين كينيدي): تيرانودون أخضر. هي والدة تيني، شيني، دون وبادي.
- السيد تيرانودون (أداء صوتي: كولين موردوك): تيرانودون أخضر. إنه والد تيني، شيني، دون وبادي.

## استقبال المسلسل
منح إميلي أشبي المسلسل درجة 4/5.